# Usingeriessa
Usingeriessa é um gênero de mariposa pertencente à família Crambidae.